# Bupleurum dalhousianum
Bupleurum dalhousianum är en flockblommig växtart som först beskrevs av Charles Baron Clarke, och fick sitt nu gällande namn av Koso-pol. Bupleurum dalhousianum ingår i släktet harörter, och familjen flockblommiga växter. Inga underarter finns listade i Catalogue of Life.